# Болеслав Кобордо
Болеслав Константиновеч Кобордо (на руски: Болеслав Константинович Кобордо) е руски офицер, генерал-лейтенант. Участник в Руско-турската война (1877 – 1878).

## Биография
Болеслав Кобордо е роден на 4 август 1831 г. в Минска губерния в семейството на католически потомствен дворянин. Завършва Минската класическа гимназия и се ориентира към военното поприще. Постъпва на военна служба като редови войник. Произведен е в първо офицерско звание прапорщик през 1854 г.
Участва в Кавказката война (1863 – 1864) като командир на рота. Награден е с орден „Свети Станислав“ III степен с мечове (1864).
Участва в Руско-турската война (1877 – 1878). Командир на 1-ви батальон от 11-и Псковски пехотен полк с повишение във военно звание подполковник При атаката на Ловеч ва 22 август 1877 г. е ранен смъртоносно командира на полка полковник Александър Кусов. Подполковник Болеслав Кобордо незабавно поема командването на полка и се бие храбро при превземането на редут № 5. Повишен е за боево отличие във военно звание полковник и е награден с орден „Света Ана“ II степен с мечове. Проявява се в третата атака на Плевен. Отличава се при освобождението на Етрополе и зимното преминаване на Стара планина. Награден е със златно оръжие „За храброст“ и орден „Свети Владимир“ IV степен с мечове и бант (1878).
След войната е командир на 11-и Великолуцки пехотен полк (1878 – 1894). Повишен е във военно звание генерал-майор с назначение за командир на 2-ра бригада от 9-а пехотна дивизия (1894 – 1896). Излиза в оставка с повишение във военно звание генерал-лейтенант (1896).